# Copa del Caribe
La Copa del Caribe fue un torneo de selecciones de fútbol organizado cada dos años por Unión Caribeña de Fútbol (CFU - Caribbean Football Union). El torneo servía de clasificación para la Copa de Oro de la CONCACAF, el máximo torneo de selecciones de la confederación. 
La competición tuvo su última edición en 2017, ya que fue reemplazada por la Liga de Naciones de la Concacaf.

## Campeonatos
| Año                | Sede                                       | Campeón           | Final Resultado | Subcampeón                   | Tercer lugar      | Resultado       | Cuarto lugar           |
| ------------------ | ------------------------------------------ | ----------------- | --------------- | ---------------------------- | ----------------- | --------------- | ---------------------- |
| 1989 Detalles      | Barbados                                   | Trinidad y Tobago | 2:1             | Granada                      | Guadalupe         | Liga            | Antillas Neerlandesas  |
| 1990 Detalles      | Trinidad y Tobago                          | No disputada      | No disputada    | No disputada                 | No disputada      | No disputada    | No disputada           |
| 1991 Detalles      | Jamaica                                    | Jamaica           | 2:0             | Trinidad y Tobago            | Santa Lucía       | 4:1             | Guyana                 |
| 1992 Detalles      | Trinidad y Tobago                          | Trinidad y Tobago | 3:1             | Jamaica                      | Martinica         | 1:1 (5-3 pen.)  | Cuba                   |
| 1993 Detalles      | Jamaica                                    | Martinica         | 0:0 (6-5 pen.)  | Jamaica                      | Trinidad y Tobago | 3:2             | San Cristóbal y Nieves |
| 1994 Detalles      | Trinidad y Tobago                          | Trinidad y Tobago | 7:2             | Martinica                    | Guadalupe         | 2:0             | Surinam                |
| 1995 Detalles      | Islas Caimán y Jamaica                     | Trinidad y Tobago | 5:0             | San Vicente y las Granadinas | Cuba              | 3:0             | Islas Caimán           |
| 1996 Detalles      | Trinidad y Tobago                          | Trinidad y Tobago | 2:0             | Cuba                         | Martinica         | 1:1 (3-2 pen.)  | Surinam                |
| 1997 Detalles      | Antigua y Barbuda y San Cristóbal y Nieves | Trinidad y Tobago | 4:0             | San Cristóbal y Nieves       | Jamaica           | 4:1             | Granada                |
| 1998 Detalles      | Jamaica y Trinidad y Tobago                | Jamaica           | 2:1             | Trinidad y Tobago            | Haití             | 3:2             | Antigua y Barbuda      |
| 1999 Detalles      | Trinidad y Tobago                          | Trinidad y Tobago | 2:1             | Cuba                         | Jamaica y Haití   | Jamaica y Haití | Jamaica y Haití        |
| 2001 Detalles      | Trinidad y Tobago                          | Trinidad y Tobago | 3:0             | Haití                        | Martinica         | 1:0             | Cuba                   |
| 2005 Detalles      | Barbados                                   | Jamaica           | 1:0             | Cuba                         | Trinidad y Tobago | 3:2             | Barbados               |
| 2007 Detalles      | Trinidad y Tobago                          | Haití             | 2:1             | Trinidad y Tobago            | Cuba              | 2:1             | Guadalupe              |
| 2008 Detalles      | Jamaica                                    | Jamaica           | 2:0             | Granada                      | Guadalupe         | 0:0 (5-4 pen.)  | Cuba                   |
| 2010 Detalles      | Martinica                                  | Jamaica           | 1:1 (5-4 pen.)  | Guadalupe                    | Cuba              | 1:0             | Granada                |
| 2012 Detalles      | Antigua y Barbuda                          | Cuba              | 1:0 (pró.)      | Trinidad y Tobago            | Haití             | 1:0 (pró.)      | Martinica              |
| 2014 Detalles      | Jamaica                                    | Jamaica           | 0:0 (4-3 pen.)  | Trinidad y Tobago            | Haití             | 2:1             | Cuba                   |
| 2016-2017 Detalles | Martinica                                  | Curazao           | 2:1             | Jamaica                      | Guayana Francesa  | 1:0             | Martinica              |

## Estadísticas

### Clasificación histórica
A continuación se muestra la tabla de posiciones segmentada acorde a los puntos ganados en la fase de grupo del torneo.
| Pos. | Equipo                       | Pts |
| ---- | ---------------------------- | --- |
| 1    | Trinidad y Tobago            | 151 |
| 2    | Jamaica                      | 133 |
| 3    | Cuba                         | 94  |
| 4    | Haití                        | 71  |
| 5    | Martinica                    | 50  |
| 6    | Granada                      | 24  |
| 7    | Antigua y Barbuda            | 20  |
| 8    | Guadalupe                    | 18  |
| 9    | San Cristóbal y Nieves       | 18  |
| 10   | Surinam                      | 17  |
| 11   | Curazao                      | 14  |
| 12   | Guayana Francesa             | 14  |
| 13   | Santa Lucía                  | 12  |
| 14   | San Vicente y las Granadinas | 11  |
| 15   | Barbados                     | 9   |
| 16   | Islas Caimán                 | 8   |
| 17   | Guyana                       | 8   |
| 18   | Brasil                       | 3   |
| 19   | República Dominicana         | 1   |
| 20   | Puerto Rico                  | 1   |
| 21   | Saint-Martin                 | 1   |
| 22   | Dominica                     | 0   |

## Palmarés
En cursiva, se indica el torneo en que el equipo fue local.
| Selección                    | Campeón                                            | Subcampeón                       | Tercer lugar               | Cuarto lugar               |
| ---------------------------- | -------------------------------------------------- | -------------------------------- | -------------------------- | -------------------------- |
| Trinidad y Tobago            | 8 (1989, 1992, 1994, 1995, 1996, 1997, 1999, 2001) | 5 (1991, 1998, 2007, 2012, 2014) | 2 (1993, 2005)             |                            |
| Jamaica                      | 6 (1991, 1998, 2005, 2008, 2010, 2014)             | 3 (1992, 1993, 2017)             | 2 (1997, 1999              |                            |
| Cuba                         | 1 (2012                                            | 3 (1996, 1999, 2005)             | 3 (1995, 2007, 2010)       | 4 (1992, 2001, 2008, 2014) |
| Haití                        | 1 (2007)                                           | 1 (2001)                         | 4 (1998, 1999, 2012, 2014) |                            |
| Martinica                    | 1 (1993)                                           | 1 (1994)                         | 3 (1992, 1996, 2001)       | 2 (2012, 2017)             |
| Curazao                      | 1 (2017)                                           |                                  |                            | 1 (1989)                   |
| Granada                      |                                                    | 2 (1989, 2008)                   |                            | 2 (1997, 2010)             |
| Guadalupe                    |                                                    | 1 (2010)                         | 3 (1989, 1994, 2008)       | 1 (2007)                   |
| San Cristóbal y Nieves       |                                                    | 1 (1997)                         |                            | 1 (1993)                   |
| San Vicente y las Granadinas |                                                    | 1 (1995)                         |                            |                            |
| Guayana Francesa             |                                                    |                                  | 1 (2017)                   |                            |
| Santa Lucía                  |                                                    |                                  | 1 (1991)                   |                            |
| Surinam                      |                                                    |                                  |                            | 2 (1994, 1996)             |
| Guyana                       |                                                    |                                  |                            | 1 (1991)                   |
| Islas Caimán                 |                                                    |                                  |                            | 1 (1995)                   |
| Antigua y Barbuda            |                                                    |                                  |                            | 1 (1998)                   |
| Barbados                     |                                                    |                                  |                            | 1 (2005)                   |

1. ↑  incluye los resultados que representan a las  Antillas Neerlandesas.

## Distinciones
| Año  | Mejor Jugador        | Goleador (es)                                             | Mejor Portero | Premio al Juego Limpio |
| ---- | -------------------- | --------------------------------------------------------- | ------------- | ---------------------- |
| 1989 | Steve Mark           | Dwight Yorke, Philbert Jones (2 goles)                    |               | Granada                |
| 1991 | Paul Davis           | Paul Davis (5 goles)                                      |               |                        |
| 1992 |                      | Leonson Lewis (7 goles)                                   |               |                        |
| 1993 | Walter Boyd          | Jean-Michel Modestin (5 goles)                            |               | San Cristóbal y Nieves |
| 1994 | David Nakhid         |                                                           |               |                        |
| 1995 | David Nakhid         |                                                           |               |                        |
| 1996 |                      | Russell Latapy (6 goles)                                  |               |                        |
| 1997 | Jerren Nixon         |                                                           | Clayton Ince  |                        |
| 1998 | Stern John           | Stern John (10 goles)                                     | Clayton Ince  |                        |
| 1999 | Raciel Martínez      | Ariel Álvarez (5 goles)                                   | Clayton Ince  |                        |
| 2001 | Dennis Lawrence      | Golman Pierre (5 goles)                                   | Clayton Ince  |                        |
| 2005 | Andy Williams        | Luton Shelton (9 goles)                                   |               |                        |
| 2007 | Pierre Richard Bruny | Gary Glasgow (6 goles)                                    |               |                        |
| 2008 | Eric Vernan          | Kithson Bain, Luton Shelton (5 goles)                     |               |                        |
| 2010 | Rodolph Austin       | Dane Richards, Kithson Bain (3 goles)                     |               |                        |
| 2012 |                      | Ocho jugadores (2 goles)                                  |               |                        |
| 2014 | Rodolph Austin       | Kervens Belfort, Darren Mattocks y Kevin Molino (3 goles) | Andre Blake   | Haiti                  |
| 2017 | Gino van Kessel      | Elson Hooi (2 goles)                                      | Eloy Room     |                        |